# Métathèse des énynes
La métathèse des énynes est une réaction organique entre un alcyne et un alcène, catalysée par un carbène métallique et formant un butadiène. Cette réaction est une variation de la métathèse des alcènes.
Le schéma général de cette réaction est le suivant :
Lorsque la réaction est intramoléculaire, elle est appelée « métathèse des énynes avec fermeture de cycle » (ou RCEYM, sigle de ring-closing enyne metathesis) :
avec Y représentant un atome d'oxygène ou d'azote, et n'' un entier. Cette réaction est principalement favorisée par la formation d'un butadiène conjugué thermodynamiquement stable.
Cette réaction fut décrite pour la première fois en 1985, sur le cas de la conversion d'un biphényle (1) en phénanthrène :
Le carbène, un carbonyle de tungstène utilisé en quantité stœchiométrique donne 41 % du phénanthrène (2), et utilisé en quantité catalytique le phénanthrène (3). La stéréosélectivité de cette réaction est grande, avec l'atome de métal ne s'additionnant que sur l'un des atomes de carbone de l'alcyne, dans l'étape initiale de la réaction.

## Mécanisme réactionnel de la RCEYM
Un mécanisme réactionnel a été proposé pour la réaction de RCEYM et est décrit ci-dessous :
Dans la première étape du cycle catalytique, le groupe alcyne de l'ényne (1) forme un intermédiaire métallacyclobutène (3) avec le carbène (2) avec les groupes organiques  R' et R'' le stabilisant. Dans la seconde étape, le cycle précédemment formé s'ouvre, formant une nouvelle liaison double et un nouveau centre carbénique (4). L'étape de fermeture de cycle a lieu quand ce centre réagit avec le groupe alcène, pour former un cycle de métallacyclobutane (5), comme lors d'une métathèse d'alcène classique. Le groupe butadiène se forme dans la dernière étape avec départ d'un nouveau carbène méthylène, initiant le prochain cycle avec cette fois-ci R' = H and R'' = H.
Ce mécanisme proposé est appelé mécanisme « yne-puis-ène ». Des preuves confirmant ce mécanisme commencent à être trouvées, spécialement pour des catalyseurs à base de ruthénium.

## Prospective
Les réactions de métathèse des énynes peuvent être accélérées en présence d'éthylène, comme montré dans la réaction ci-dessous :
Dans cette réaction avec le catalyseur de Grubbs, l'éthylène convertit le groupe alcyne en diène correspondant, avant la réaction avec le groupe alcène.